# ながでんウェルネス
株式会社ながでんウェルネスは、長野県長野市に本社を置く健康・福祉関連企業。ながでんグループの傘下企業であり、長野電鉄の完全子会社である。

## 概要
長野県北信地方に、介護事業所（老人デイサービスセンター・ショートステイ・居宅介護支援・放課後等デイサービス）20所と、スイミングスクール・フィットネスクラブ4施設を展開する。
ながでんグループ内の健康・福祉事業の経営一元化を目的に、ながでんハートネット倶楽部（介護事業）が長電スイミングスクール（スイミングスクール・フィットネス事業）を合併して2017年（平成29年）に発足した。
なお、ながでんグループ内で「ハートネット」を冠して展開しているサービス付き高齢者向け住宅は、長野電鉄管財部が運営しており、当社の事業ではない。

## 沿革
- 2004年（平成16年）
  - 1月15日 - 株式会社ながでんハートネット倶楽部設立
  - 6月16日 - デイサービス事業を開始。ながでんハートネット桜枝町を開設
  - 11月1日 - ながでんハートネット野沢温泉を開設
- 2006年（平成18年）3月16日 - ながでんハートネット中野を開設
- 2008年（平成20年）4月1日 - ながでんハートネット吉田を開設
- 2009年（平成21年）
  - 6月1日 - ながでんハートネット中野別館を開設
  - 10月16日 - ながでんハートネット東鶴賀を開設
- 2010年（平成22年）
  - 4月1日 - ながでんハートネット中野西を開設
  - 10月1日 - ながでんハートネット御厨を開設
- 2011年（平成23年）10月1日
  - ながでんハートネット柳原を開設
  - ショートステイ事業を開始。ながでんハートネット柳原あやめの里を開設
- 2012年（平成24年）4月1日
  - 居宅介護支援事業を開始。ながでんハートネット居宅介護支援長野を開設
  - 運動型半日デイサービスセンターながでんハートネットアクア中野を開設
- 2013年（平成25年）
  - 4月1日 - ながでんハートネット中野江部・ながでんハートネット中野江部うさぎの里を開設
  - 11月1日 - ながでんハートネット居宅介護支援中野を開設
- 2014年（平成26年）7月16日 - ながでんハートネット千曲・ながでんハートネット千曲かむりきの里を開設
- 2016年（平成28年）7月1日 - ながでんハートネット居宅介護支援千曲を開設
- 2017年（平成29年）
  - 3月31日 - ながでんハートネット中野西を廃止[3]
  - 4月1日 - 放課後等デイサービス事業を開始。ながでんハートネット メゾふぉるて中野を開設[4]
  - 7月1日 - 株式会社長電スイミングスクールを合併し、株式会社ながでんウェルネスに商号変更
- 2019年（令和元年）6月30日 - ながでんハートネット野沢温泉を廃止[3]
- 2020年（令和2年）
  - 8月1日 - 長野市桐原一丁目に、長野県内最大級のデイサービス施設「デイトレセンター リヴァール長野」を開設[5][6]
  - 時期不明 - ながでんハートネット吉田を廃止
- 2021年（令和3年）7月1日 - ながでんハートネット メゾふぉるて若里を開設[7]

## 施設

### 介護事業
| デイサービスセンター                                  | ショートステイ                         | 居宅介護支援                            | 放課後等デイサービス                  | 運動施設                           | 所在地                                                          |
| ----------------------------------------------------- | -------------------------------------- | --------------------------------------- | ------------------------------------- | ---------------------------------- | --------------------------------------------------------------- |
| デイトレセンター リヴァール長野                       | -                                      | -                                       | -                                     | -                                  | 長野県長野市桐原一丁目28番3号（長野電鉄桐原駅から徒歩5分）      |
| ながでんハートネット桜枝町                            | -                                      | -                                       | -                                     | -                                  | 長野県長野市桜枝町823-1（サ高住「ハートネット桜枝町」内）       |
| ながでんハートネット東鶴賀                            | -                                      | ながでんハートネット居宅介護支援長野    | -                                     | -                                  | 長野県長野市東鶴賀町78（本社併設）                              |
| ながでんハートネット柳原                              | ながでんハートネット柳原あやめの里     | -                                       | -                                     | -                                  | 長野県長野市柳原2123-1（長野電鉄 柳原駅前）                     |
| -                                                     | -                                      | ながでんハートネット居宅介護支援SBC通り | -                                     | -                                  | 長野県長野市上松四丁目5番2号 クレストビル1階C号室               |
| -                                                     | -                                      | -                                       | ながでんハートネット メゾふぉるて若里 | -                                  | 長野県長野市若里六丁目5番12号（長電スイミングスクール若里校内） |
| ながでんハートネット御厨                              | -                                      | -                                       | -                                     | -                                  | 長野県長野市川中島町御厨1131-1                                  |
| ながでんハートネット千曲                              | ながでんハートネット千曲かむりきの里   | ながでんハートネット居宅介護支援千曲    | -                                     | -                                  | 長野県千曲市杭瀬下三丁目144                                     |
| -                                                     | -                                      | -                                       | ながでんハートネット メゾふぉるて中野 | -                                  | 長野県中野市西一丁目6番1号（長野電鉄 信州中野駅ビル内）         |
| ながでんハートネット中野                              | -                                      | -                                       | -                                     | -                                  | 長野県中野市西一丁目6番2号（長野電鉄 信州中野駅前）             |
| ながでんハートネット中野別館                          | -                                      | -                                       | -                                     | -                                  | 長野県中野市西一丁目6番1号（長野電鉄 信州中野駅前）             |
| 運動型半日デイサービス ながでんハートネットアクア中野 | -                                      | -                                       | -                                     | ながでんハートネット駅前健康ぷらざ | 長野県中野市西一丁目6番2号（長野電鉄 信州中野駅前）             |
| ながでんハートネット中野江部                          | ながでんハートネット中野江部うさぎの里 | ながでんハートネット居宅介護支援中野    | -                                     | -                                  | 長野県中野市江部450-1                                           |

#### 廃止事業所
デイサービスセンター
- ながでんハートネット中野西
  - 長野県中野市西一丁目6番5号（長野電鉄 信州中野駅前・サ高住「ハートネット信州中野」内）
  - 2017年（平成29年）3月31日 廃止
- ながでんハートネット野沢温泉
  - 長野県下高井郡野沢温泉村豊郷8888（長電ホテルズ 野沢グランドホテル内）
  - 2019年（令和元年）6月30日 廃止
- ながでんハートネット吉田
  - 長野県長野市吉田三丁目9番19号（長野電鉄 信濃吉田駅北口・サ高住「ハートネット吉田」内）
  - 2020年（令和2年）ごろ廃止